# Unter Anklage: Der Fall Harry Wörz
Unter Anklage: Der Fall Harry Wörz (Cazul Harry Wörz) este un film transmis în anul 2014 de postul de televiziune german ARD.

## Acțiunea
Filmul prezintă un caz real de injustiție întâmplat prin anii 2000 în Germania. Harry din Grafenhausen, localitate lângă Pforzheim, este acuzat de strangularea fostei sale soții, la data de 29 aprilie 1997.
Dovezile pentru acuzarea lui sunt prezentate justiției de fostul său socru, de poliția locală și de foști colegi de serviciu ai socrului. Harry, un om simplu, este arestat și este incapabil să-și dovedească nevinovăția, fiind judecat la Mannheim și condamnat la 11 ani de închisoare. După ce Harry a stat închis câțiva ani și a renunțat să mai caute să-și dovedească nevinovăția, părinții lui angajează un avocat renumit. Avocatul cere redeschiderea anchetei. După o serie de tergiversări și refuzuri de a-l reabilita pe inculpat, în cursul unor procese care au durat peste 13 ani, în cele din urmă sunt dezvăluite o serie de nereguli în cadrul poliției, acțiuni de mușamalizare precum și neglijarea unor dovezi, fapte care au dus la eroarea judiciară prin care a fost condamnat un om nevinovat. 
După terminare filmului este prezentat chiar adevăratul Harry, care în prezent este incapabil de muncă și este internat într-un sanatoriu. Un avocat, care a fost unul din apărătorii lui, a declarat că, după părerea lui, fiecare a patra condamnare în Germania ar fi o injustiție.